# Supercoppa di Libano
La Supercoppa di Libano è una competizione calcistica per club maschili istituita nel 1996.
La Supercoppa mette annualmente di fronte il club campione di Libano e quello vincitore della Coppa di Libano; se nella stessa stagione una squadra detiene entrambi i trofei, la competizione si disputa fra questa e la finalista perdente della coppa nazionale.
Al 2019 sono state disputate 20 edizioni del torneo, che ha visto 4 vincitori diversi. Il primato di vittorie è detenuto dall'Al-Ahed, impostasi in 8 edizioni.

## Albo d'oro
| Edizione | Vincitore (volta) | Campione di Libano | Vincitore della Coppa di Libano | Risultato            |
| -------- | ----------------- | ------------------ | ------------------------------- | -------------------- |
| 1996     | Ansar (1)         | Ansar              | Ansar                           | [ N 2 ]              |
| 1997     | Ansar (2)         | Ansar              | Nejmeh                          | 1-0                  |
| 1998     | Ansar (3)         | Ansar              | Homenmen                        | 4-2                  |
| 1999     | Ansar (4)         | Ansar              | Homenmen                        | (2-2 (dts) 3-0 (dtr) |
| 2000     | Nejmeh (1)        | Nejmeh             | Shabab Sahel                    | 2-0                  |
| 2002     | Nejmeh (2)        | Nejmeh             | Ansar                           | (3-3 (dts) 4-2 (dtr) |
| 2004     | Nejmeh (3)        | Nejmeh             | Al-Ahed                         | 2-0                  |
| 2005     | Al-Ahed (1)       | Nejmeh             | Al-Ahed                         | 2-1                  |
| 2008     | Al-Ahed (2)       | Al-Ahed            | Mabarra                         | 3-1                  |
| 2009     | Nejmeh (4)        | Nejmeh             | Al-Ahed                         | (0-0 (dts) 7-6 (dtr) |
| 2010     | Al-Ahed (3)       | Al-Ahed            | Ansar                           | 1-0                  |
| 2011     | Al-Ahed (4)       | Al-Ahed            | Safa                            | 3-1                  |
| 2012     | Ansar (5)         | Safa               | Ansar                           | 1-0                  |
| 2013     | Safa (1)          | Safa               | Shabab Sahel                    | 1-0                  |
| 2014     | Nejmeh (5)        | Nejmeh             | Salam Zgharta                   | 4-1                  |
| 2015     | Al-Ahed (5)       | Al-Ahed            | Tripoli                         | 1-0                  |
| 2016     | Nejmeh (6)        | Safa               | Nejmeh                          | 2-0                  |
| 2017     | Al-Ahed (6)       | Al-Ahed            | Ansar                           | 2-0                  |
| 2018     | Al-Ahed (7)       | Al-Ahed            | Nejmeh                          | 1-0                  |
| 2019     | Al-Ahed (8)       | Al-Ahed            | Ansar                           | 2-1                  |
| 2021     |                   | Ansar              | Nejmeh                          |                      |
| 2023     |                   | Al-Ahed            | Nejmeh                          |                      |
| 2024     |                   | Nejmeh             | Ansar                           |                      |

## Vittorie

### Per club
| Club          | Vittorie | Sconfitte | Partecipazioni | Edizioni vinte                                 | Edizioni perse         |
| ------------- | -------- | --------- | -------------- | ---------------------------------------------- | ---------------------- |
| Al-Ahed       | 8        | 2         | 10             | 2005, 2008, 2010, 2011, 2015, 2017, 2018, 2019 | 2004, 2009             |
| Nejmeh        | 6        | 3         | 9              | 2000, 2002, 2004, 2009, 2014, 2016             | 1997, 1998, 2005, 2018 |
| Ansar         | 5        | 4         | 9              | 1996, 1997, 1998, 1999, 2012                   | 2002, 2010, 2017, 2019 |
| Safa          | 1        | 3         | 4              | 2013                                           | 2011, 2012, 2016       |
| Shabab Sahel  | 0        | 2         | 2              |                                                | 2000, 2013             |
| Homenmen      | 0        | 1         | 1              |                                                | 1999                   |
| Mabarra       | 0        | 1         | 1              |                                                | 2008                   |
| Salam Zgharta | 0        | 1         | 1              |                                                | 2014                   |
| Tripoli       | 0        | 1         | 1              |                                                | 2015                   |

### Per titolo di provenienza
| Titolo di provenienza           | Vincitori |
| ------------------------------- | --------- |
| Campioni di Libano              | 17        |
| Detentori della Coppa di Libano | 3         |
| Finalisti di Coppa di Libano    | 0         |

### Annotazioni
1. ↑  Le squadre che hanno disputato il torneo in qualità di finaliste perdenti di Coppa di Libano sono indicate in corsivo.
2. ↑  L'Ansar fu dichiarato automaticamente vincitore in quanto detentore sia del campionato che della coppa.
3. ↑  In sei casi contemporaneamente detentori della Coppa di Libano: Ahed 2011, 2018 e 2019; Ansar 1996 e 1999; Safa 2013.

### Fonti
1. ↑   Lebanon - List of Cup Winners, su rsssf.com. URL consultato il 31 marzo 2021.